# 조커 (2012년 영화)
조커(Joker)는 인도에서 제작된 시리쉬 쿤데르 감독의 2012년 판타지, 모험 영화이다. 악쉐이 쿠마르 등이 주연으로 출연하였다.

## 출연

### 주연
- 악쉐이 쿠마르
- 소나크시 신하
- 칫랑다 싱

### 조연
- 쉬레야스 딸파데